# Crkva Uznesenja Blažene Djevice Marije na Trebinji
Crkva Rođenja Blažene Djevice Marije je katolička župna crkva na Trebinji u Bosni i Hercegovini.

## Povijest
Današnja crkva, u neoromaničkom stilu, koju je projektirao Miroslav Loose iz Mostara, sagrađena je i posvećena 1938. godine za vrijeme župnika don Nikole Bošnjaka. O tome i svjedoči spomen ploči postavljenoj na pročelju crkve. Za vrijeme Domovinskog rata župna crkva i kuća su bile oštećene. Nakon oslobođenja župna crkva i kuća su obnovljene uz pomoć domaćih umjetnika.

### Knjige
- Šutalo, Ivo. 2023. Nastanak i razvoj župa na području Trebinjsko-mrkanske biskupije i sakralni objekti po župama.   Puljić, Ivica; Marić, Marinko (ur.). Trebinjsko-mrkanska biskupija: Zbornik radova povodom obilježavanja 1000. obljetnice prvoga pisanog spomena Trebinjske biskupije i 700. obljetnice prvoga pisanog spomena Mrkanske biskupije. Trebinjsko-mrkanska biskupija. Mostar. str. 469–623

### Mrežna sjedišta
- Crkve u općini Ravno. www.opcinaravno.ba. Pristupljeno 10. rujna 2023.

## Vanjske poveznice
- Službena stranica Župe Uznesenja Blažene Djevice Marije – Trebinja.